# Função logarítmica p-ádica
A função logarítmica p-adic é o inverso da função exponencial p-adic, o qual é definido por uma série de potência na qual x converge para Cp satisfazendo |x|p < 1 e logp(z) para |z − 1|p < 1 satisfazendo a propriedade logp(zw) = logpz + logpw na seguinte fórmula:
{\displaystyle \log(1+x)=\sum _{n=1}^{\infty }{\frac {(-1)^{n+1}x^{n}}{n}}}.
A função logp pode ser estendido a todos elementos de C ×
p  (o conjunto de elementos diferentes de zero de Cp) através da imposição de que continua a satisfazer esta última propriedade e definir logp(p) = 0. Especificamente, cada elemento w de C ×
p  pode ser escrita como w = pr·ζ·z sendo r um número racional, ζ a raiz de uma unidade e |z − 1|p < 1, em que logp(w) = logp(z). Esta função em C ×
p  é, às vezes, chamado de logaritmo de Iwasawa para enfatizar que logp(p) = 0.